# Elecciones municipales de Huancayo de 2002
Las elecciones municipales de Huancayo de 2002 se llevaron a cabo el 17 de noviembre de 2002 para elegir al alcalde y al Concejo Provincial de Huancayo para el periodo 2003-2006. La elección se celebró simultáneamente con elecciones regionales y municipales (provinciales y distritales) en todo el Perú.

## Sistema electoral
La Municipalidad Provincial de Huancayo es el órgano administrativo y de gobierno de la provincia de Huancayo. Está compuesta por el alcalde y el Concejo Provincial.
La votación del alcalde y el concejo se realiza en base al sufragio universal, que comprende a todos los ciudadanos nacionales mayores de dieciocho años, empadronados y residentes en la provincia de Huancayo y en pleno goce de sus derechos políticos, así como a los ciudadanos no nacionales residentes y empadronados en la provincia de Huancayo.
El Concejo Provincial de Huancayo está compuesto por 13 regidores elegidos por sufragio directo para un período de tres (3) años, en forma conjunta con la elección del alcalde (quien lo preside). La votación es por lista cerrada y bloqueada. Se asigna a la lista ganadora los escaños según el método d'Hondt o la mitad más uno, lo que más le favorezca.

## Composición del Concejo Provincial de Huancayo
La siguiente tabla muestra la composición del Concejo Provincial de Huancayo antes de las elecciones.
| Partidos | Partidos                                         | Regidores |
| -------- | ------------------------------------------------ | --------- |
|          | Lista Independiente Frente Vecinal Independiente | 9         |
|          | Acción Popular                                   | 3         |
|          | Movimiento Independiente Somos Perú              | 1         |

## Partidos y candidatos
A continuación se muestra una lista de los principales partidos y alianzas electorales que participaron en las elecciones:
| Candidatura | Candidatura | Partidos y alianzas | Candidatos | Candidatos                 | Ideología                                                          | Resultado previo | Resultado previo | Ref. |
| Candidatura | Candidatura | Partidos y alianzas | Candidatos | Candidatos                 | Ideología                                                          | Votos (%)        | Reg.             | Ref. |
| ----------- | ----------- | --- | ---------- | -------------------------- | ------------------------------------------------------------------ | ---------------- | ---------------- | ---- |
|             | AP          | Lista - Acción Popular (AP) |            | Mario Lazo Benavidez       | Humanismo Nacionalismo cívico Reformismo                           | 18.94%           | 3                |      |
|             | SP          | Lista - Somos Perú (SP) |            | Mauro Vila Bejarano        | Democracia cristiana Conservadurismo social                        | 9.64%            | 1                |      |
|             | UPP         | Lista - Agrupación Independiente Unión por el Perú - Frente Amplio (UPP)                                                                    |            | José Navarro Rodríguez     | Liberalismo Progresismo Socialdemocracia                           | 4.50%            | 0                |      |
|             | APRA        | Lista - Partido Aprista Peruano (APRA) |            | Fernando Barrios Ipenza    | Aprismo                                                            | 2.49%            | 0                |      |
|             | PP          | Lista - Perú Posible (PP) |            | Miguel Dávila Espinoza     | Socioliberalismo Democracia liberal Tercera vía                    | Nuevo            | Nuevo            |      |
|             | UN          | Lista - Unidad Nacional (UN) – Partido Popular Cristiano (PPC) – Solidaridad Nacional (SN) – Renovación Nacional (RN) – Cambio Radical (CR) |            | Boris Olivera Espejo       | Democracia cristiana Conservadurismo Neoliberalismo                | Nuevo            | Nuevo            |      |
|             | MNI         | Lista - Movimiento Nueva Izquierda (MNI) |            | Javier Ortega Lacma        | Marxismo-leninismo Mariateguismo Socialismo democrático            | Nuevo            | Nuevo            |      |
|             | APP         | Lista - Alianza para el Progreso (APP) |            | Américo Zárate Baldeón     | Liberalismo económico Conservadurismo liberal Populismo de derecha | Nuevo            | Nuevo            |      |
|             | RD          | Lista - Reconstrucción Democrática (RD) |            | Abner Cerón Tacuchi        | Humanismo                                                          | Nuevo            | Nuevo            |      |
|             | MAPU        | Lista - Movimiento Amplio País Unido (MAPU)                                                                                                 |            | Américo Vera Munive        |                                                                    | Nuevo            | Nuevo            |      |
|             | TxJ         | Lista - Todos por Junín (TxJ) |            | Ciro Rodríguez Aliaga      | Regionalismo juninense                                             | Nuevo            | Nuevo            |      |
|             | UxJ         | Lista - Unidos por Junín - Sierra y Selva (UxJ)                                                                                             |            | Manuel Barrionuevo Cahuana | Regionalismo juninense                                             | Nuevo            | Nuevo            |      |
|             | IND         | Lista - Lista Independiente N° 1 Movimiento Independiente Fuerza Regional Huancayo                                                          |            | Alfredo Alonso Rivarola    | Localismo huancaíno                                                | Nuevo            | Nuevo            |      |
|             | IND         | Lista - Lista Independiente N° 3 Frente Independiente Regional                                                                              |            | Arnoldo Mallma Meza        | Localismo huancaíno                                                | Nuevo            | Nuevo            |      |
|             | IND         | Lista - Lista Independiente N° 5 Caminemos Juntos                                                                                           |            | Dimas Aliaga Castro        | Localismo huancaíno                                                | Nuevo            | Nuevo            |      |

## Resultados

### Sumario general
| |                                                                            |              |              |              |           |           |  |  |
| Partidos y coaliciones | Partidos y coaliciones                                                     | Voto popular | Voto popular | Voto popular | Regidores | Regidores |  |  |
| Partidos y coaliciones | Partidos y coaliciones                                                     | Votos        | %            | ±pp          | Total     | +/−       |  |  |
| | Partido Aprista Peruano (APRA)                                             | 49,028       | 24.15        | +21.66       | 8         | +8        |  |  |
| | Unidos por Junín - Sierra y Selva (UxJ)                                    | 35,813       | 17.64        | Nuevo        | 2         | +2        |  |  |
| | Lista Independiente N° 5 Caminemos Juntos                                  | 24,848       | 12.24        | n/a          | 1         | +1        |  |  |
| | Todos por Junín (TxJ)                                                      | 15,509       | 7.64         | Nuevo        | 1         | +1        |  |  |
| | Unidad Nacional (UN)                                                       | 15,415       | 7.59         | Nuevo        | 1         | +1        |  |  |
| | Acción Popular (AP)                                                        | 13,237       | 6.52         | –12.42       | 0         | –3        |  |  |
| | Lista Independiente N° 3 Frente Independiente Regional                     | 9,664        | 4.76         | n/a          | 0         | ±0        |  |  |
| | Somos Perú (SP)1                                                           | 9,060        | 4.46         | –5.18        | 0         | –1        |  |  |
| | Perú Posible (PP)                                                          | 8,480        | 4.18         | Nuevo        | 0         | ±0        |  |  |
| | Agrupación Independiente Unión por el Perú - Frente Amplio (UPP)2          | 5,073        | 2.50         | –2.00        | 0         | ±0        |  |  |
| | Lista Independiente N° 1 Movimiento Independiente Fuerza Regional Huancayo | 4,760        | 2.34         | n/a          | 0         | ±0        |  |  |
| | Reconstrucción Democrática (RD)                                            | 4,431        | 2.18         | Nuevo        | 0         | ±0        |  |  |
| | Movimiento Nueva Izquierda (MNI)                                           | 4,031        | 1.99         | Nuevo        | 0         | ±0        |  |  |
| | Movimiento Amplio País Unido (MAPU)                                        | 2,434        | 1.20         | Nuevo        | 0         | ±0        |  |  |
| | Alianza para el Progreso (APP)                                             | 1,221        | 0.60         | Nuevo        | 0         | ±0        |  |  |
| |                                                                            |              |              |              |           |           |  |  |
| Total | Total                                                                      | 203,004      |              |              | 13        | ±0        |  |  |
| |                                                                            |              |              |              |           |           |  |  |
| Votos válidos | Votos válidos                                                              | 203,004      | 82.79        | –2.38        |           |           |  |  |
| Votos en blanco | Votos en blanco                                                            | 20,725       | 8.45         | +1.84        |           |           |  |  |
| Votos nulos | Votos nulos                                                                | 21,477       | 8.76         | +0.54        |           |           |  |  |
| Votos emitidos | Votos emitidos                                                             | 245,206      | 83.89        | +7.39        |           |           |  |  |
| Abstenciones | Abstenciones                                                               | 47,077       | 16.11        | –7.39        |           |           |  |  |
| Votantes registrados | Votantes registrados                                                       | 292,283      |              |              |           |           |  |  |
| |                                                                            |              |              |              |           |           |  |  |
| Fuente: |                                                                            |              |              |              |           |           |  |  |
| Notas al pie: 1 Comparado con los resultados de Movimiento Independiente Somos Perú (SP) en las elecciones de 1998. 2 Comparado con los resultados de Unión por el Perú (UPP) en las elecciones de 1998. |                                                                            |              |              |              |           |           |  |  |
| Notas al pie: |                                                                            |              |              |              |           |           |  |  |
| 1 Comparado con los resultados de Movimiento Independiente Somos Perú (SP) en las elecciones de 1998. 2 Comparado con los resultados de Unión por el Perú (UPP) en las elecciones de 1998.               |                                                                            |              |              |              |           |           |  |  |

### Concejo Provincial de Huancayo
| Cargo                           | Autoridad electa               | Partido político | Partido político                          |
| ------------------------------- | ------------------------------ | ---------------- | ----------------------------------------- |
| Alcalde Provincial de Huancayo  | Fernando Barrios Ipenza        |                  | Partido Aprista Peruano                   |
| Regidor Provincial de Huancayo  | Óscar Ricse Suasnabar          |                  | Partido Aprista Peruano                   |
| Regidora Provincial de Huancayo | Giovanna Almonacid Ramírez     |                  | Partido Aprista Peruano                   |
| Regidora Provincial de Huancayo | Leonor Ponce Luyo de Velásquez |                  | Partido Aprista Peruano                   |
| Regidor Provincial de Huancayo  | Luis Chávez Bellido            |                  | Partido Aprista Peruano                   |
| Regidor Provincial de Huancayo  | Gustavo Reyna Arauco           |                  | Partido Aprista Peruano                   |
| Regidora Provincial de Huancayo | María Meza Farfán              |                  | Partido Aprista Peruano                   |
| Regidor Provincial de Huancayo  | Jorge Solís Goche              |                  | Partido Aprista Peruano                   |
| Regidor Provincial de Huancayo  | Fausto Prudenci Cuela          |                  | Partido Aprista Peruano                   |
| Regidora Provincial de Huancayo | Rosa Gutarra de Toribio        |                  | Unidos por Junín - Sierra y Selva         |
| Regidor Provincial de Huancayo  | Augusto Arauco Padilla         |                  | Unidos por Junín - Sierra y Selva         |
| Regidor Provincial de Huancayo  | Leopoldo Márquez Espíritu      |                  | Lista Independiente N° 5 Caminemos Juntos |
| Regidor Provincial de Huancayo  | Michele Antignani Dorsi        |                  | Todos por Junín                           |
| Regidor Provincial de Huancayo  | Wilmer Tapia Samaniego         |                  | Unidad Nacional                           |

## Elecciones municipales distritales

### Resultados por distrito
La siguiente tabla enumera el control de los distritos de la provincia de Huancayo. El cambio de mando de una organización política se resalta del color de ese partido.
| Distrito                  | Alcalde(sa) titular          | Partido político | Partido político             | Alcalde(sa) electo(a)      | Partido político | Partido político              |
| ------------------------- | ---------------------------- | ---------------- | ---------------------------- | -------------------------- | ---------------- | ----------------------------- |
| Carhuacallanga            | Guillermo Briceño Fernández  |                  | Vamos Vecino                 | Fredy Briceño Bonifacio    |                  | Unidad Nacional               |
| Chacapampa                | Celso Porta Cóndor           |                  | Vamos Vecino                 | Celso Porta Cóndor         |                  | Somos Perú                    |
| Chicche                   | Liberato Lapa Meza           |                  | Somos Perú                   | Casildo Serva Lozano       |                  | Todos por Junín               |
| Chilca                    | Manuel Barrionuevo Cahuana   |                  | Vamos Vecino                 | Betty Chamorro Balvín      |                  | Unidos por Junín              |
| Chongos Alto              | Luz Goyzueta Soto            |                  | Somos Perú                   | Honorato Soto Siuce        |                  | Unidad Nacional               |
| Chupuro                   | Antonio Salvador Valentín    |                  | Vamos Vecino                 | Hernán Luya Villegas       |                  | Reconstrucción Democrática    |
| Colca                     | Fortunato Nastares Solís     |                  | Unión por el Perú            | Miguel García Villanueva   |                  | Unidos por Junín              |
| Cullhuas                  | Jeremías Olivera Aliaga      |                  | Vamos Vecino                 | Eulogio Sinche Coronación  |                  | Frente Independiente Regional |
| El Tambo                  | Héctor Melgar Lazo           |                  | Frente Vecinal Independiente | Sergio Cárdenas Alarcón    |                  | Partido Aprista Peruano       |
| Huacrapuquio              | Jordan Oroya Marquiño        |                  | Acción Popular               | Álex Gonzales Sinche       |                  | Unidos por Junín              |
| Hualhuas                  | Israel Miguel Zacarías       |                  | Acción Popular               | Florencio Salinas Calderón |                  | Todos por Junín               |
| Huancán                   | Florencio Miranda Ticse      |                  | Vamos Vecino                 | Miguel Mallqui Ichavarría  |                  | Unidad Nacional               |
| Huasicancha               | Gregorio Tacunan Zárate      |                  | Acción Popular               | Eladio Yaranga Ojeda       |                  | Partido Aprista Peruano       |
| Huayucachi                | Pelayo Vásquez Berrocal      |                  | Frente Vecinal Independiente | Michael Palacios Ramos     |                  | Frente Independiente Regional |
| Ingenio                   | Valentín Ponce Papuico       |                  | Vamos Vecino                 | Alcides Rodríguez Inca     |                  | Somos Perú                    |
| Pariahuanca               | Isidoro Martel Poma          |                  | Somos Perú                   | Luis Romero Inocente       |                  | Renacimiento Andino           |
| Pilcomayo                 | Luis Gutarra Angulo          |                  | Integración Pilcomaína       | Jorge Baldeón Gutarra      |                  | Unidos por Junín              |
| Pucará                    | Daniel Díaz Erquinio         |                  | Vamos Vecino                 | Jorge Camborda Huacaychuco |                  | Unión por el Perú             |
| Quichuay                  | Ángel Huamanchaqui Córdova   |                  | Acción Popular               | Gonzalo Párraga Camarena   |                  | Perú Posible                  |
| Quilcas                   | Rodrigo Rivas Ñaupari        |                  | Acción y Desarrollo          | Amarildo Miranda Contreras |                  | Renacimiento Andino           |
| San Agustín               | Óscar Peralta Núñez          |                  | Frente Vecinal Independiente | Óscar Peralta Núñez        |                  | Caminemos Juntos              |
| San Jerónimo de Tunán     | Gerardo Solórzano Laureano   |                  | Frente Vecinal Independiente | Jesús Vargas Párraga       |                  | Acción Popular                |
| Santo Domingo de Acobamba | Melecio Unchupaico Vera      |                  | Acción Popular               | Rigoberto Sánchez Palma    |                  | Perú Posible                  |
| Saño                      | Leoncio Velásquez Apolinario |                  | Unión por el Perú            | Celso Salvador Dávila      |                  | Perú Posible                  |
| Sapallanga                | Mauro Vila Bejarano          |                  | Frente Vecinal Independiente | Luis Pérez Peralta         |                  | Unidos por Junín              |
| Sicaya                    | Godofredo Rodríguez Vivas    |                  | Vamos Vecino                 | Félix Gutarra Baldeón      |                  | Unidos por Junín              |
| Viques                    | Héctor Canchanya Balbín      |                  | Acción Popular               | Émerson Nolasco Delgado    |                  | Frente Independiente Regional |